# فانتزی کمدی
فانتزی کمدی یا فانتزی کمیک زیرشاخه ای از ژانر فانتزی است که در درجه اول قصد ارائه طنز دارد. فانتزی کمدی معمولاً در جهان‌های تخیلی اتفاق می‌افتد و اغلب شامل پرودی و تقلید از سایر آثار فانتزی است.